# Passeig del Born (Palma)
El Passeig del Born és un carrer del centre de Palma, que enllaça la plaça de les Tortugues (o plaça Joan Carles I) amb la Plaça de la Reina. Està situat a l'antic llit del Torrent de la Riera, que abans passava pel centre de la ciutat.
Consta d'un passeig de vianants per al trànsit rodat a banda i banda del passeig. Actualment, però, un d'ells no s'usa per a aquest fi i també és zona de vianants.
En aquest passeig, s'hi pot trobar l'antic cinema Born, actualment reconvertit en grans magatzems en espai d'exposicions.